# Correggio (pintor)
Correggio é como era conhecido o pintor italiano Antônio Allegri (Correggio, c. 1489 - Idem, 5 de março de 1534). Foi um pintor da Renascença italiana, contemporâneo de Leonardo e Rafael Sanzio, com obras nos principais museus de todo o mundo.

## História
Antônio Allegri nasceu em Correggio, uma cidade na província italiana de Reggio Emília.
A data de seu nascimento é incerta (cerca de 1489) e era filho de um comerciante. Sua infância e seus primeiros passos na pintura são pouco conhecidos, Giorgio Vasari escreveu no seu livro Vite que era uma família muito pobre, mas sabe-se que de 1503 até 1505 foi aprendiz de Francesco Bianchi Ferrara em Modena, onde provavelmente conheceu o classicismo de Lorenzo Costa e Francesco Francia, o que pode ser reconhecido nos seus primeiros trabalhos.
Depois de uma viagem a Mântua em 1506, retornou e permaneceu em Correggio até 1510. Nesse período é assinalada a obra Adoração do Menino com Santa Isabel e São João, que mostra claras influências de Costa e Mantegna. Em 1514 ele provavelmente pintou três obras para a entrada da igreja de Santo André em Mântua, voltando a Correggio, onde contratou a execução do altar de Nossa Senhora no monastério franciscano local (atualmente em Dresden). 
Em 1516, Antônio se encontrava em Parma, onde se tornou amigo de M. Anselmi, um dos principais pintores maneiristas. Permaneceu ali até 1530.
Em 1519, casou-se com Girolama Francesca di Braghetis, também de Correggio. que faleceu em 1529. Desse período são Madona e o Menino com São João criança, Cristo deixando sua Mãe e a perdida Madona de Albinea.

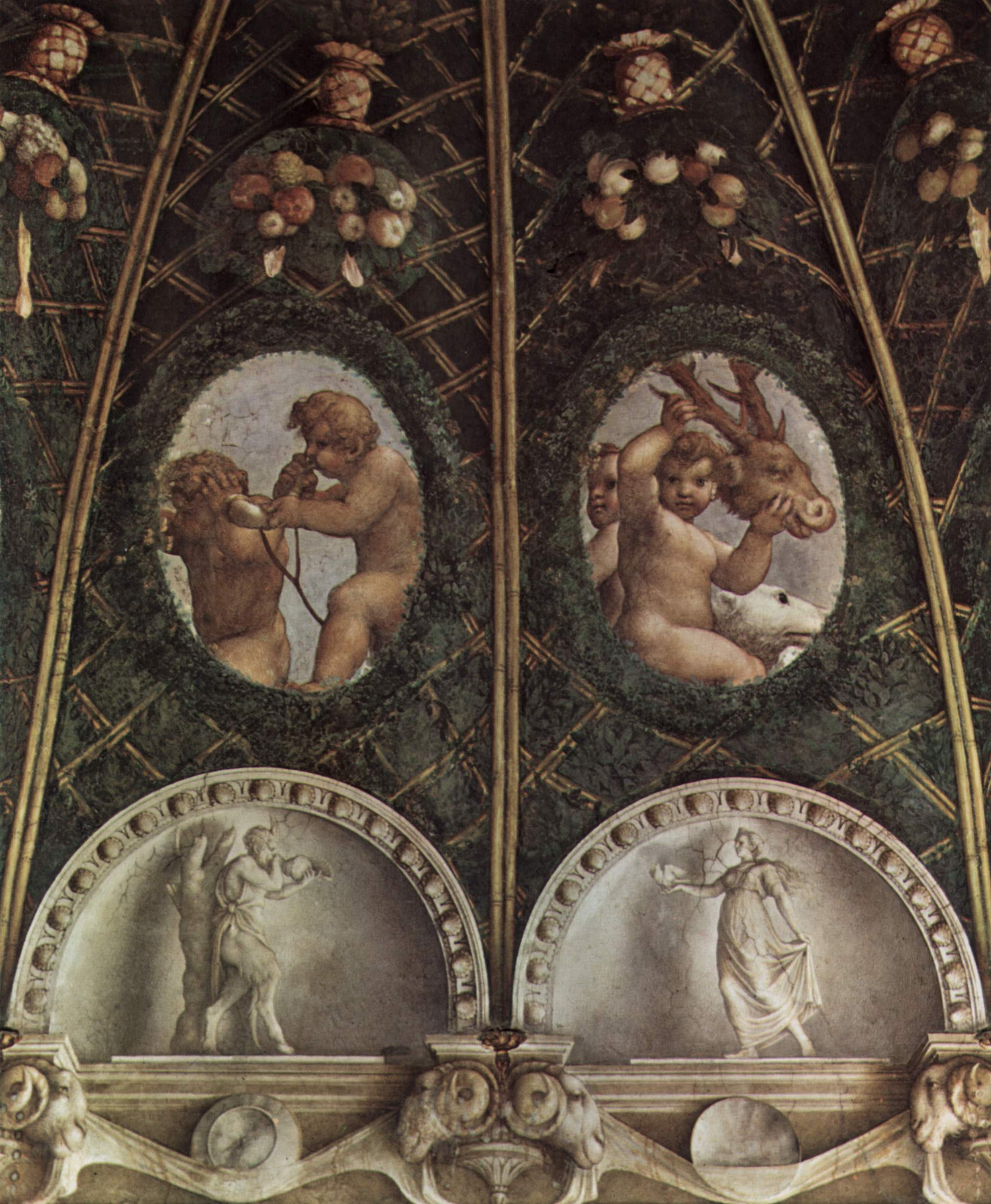
Teto da câmara da Abadessa, São Paulo de Parma

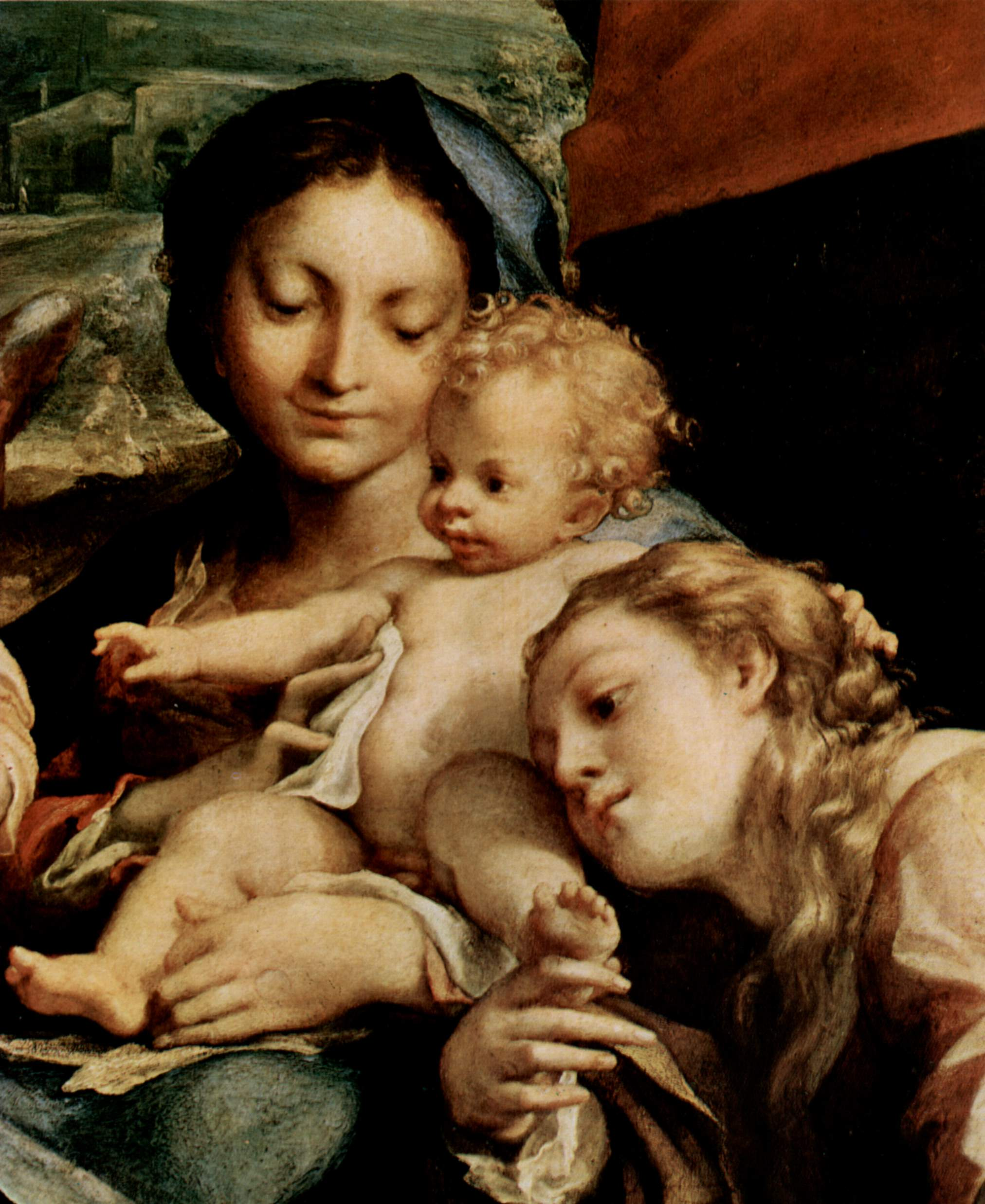
Madona com São Jerônimo

A primeira grande encomenda a Correggio foi para pintar o teto da sala de jantar da abadessa do Convento de São Paulo, em Parma. Ele pintou uma árvore formando uma pérgula, com imagens em óculos, lembrando os frescos da Vila Farnese em Roma. 
Pintou a ilusionista Visão de São João em Patmos (1520-1521) para o domo da igreja de São João Evangelista, em Parma, onde já amadurecia a ideia para sua concepção de decoração interior, uma só superfície sem divisões, como era costume até então. 
Três anos depois decorou o domo da catedral de Parma com a brilhante obra maior Ascensão da Virgem, coroada com camadas de anjos em perspectiva única, utilizando com maestria a superfície interna da cobertura. A complexidade deste trabalho e sua sugestão de um infinito divino foi inovadora ao tratar todo o interior do domo como uma única tela côncava, um cenário, ideia posteriormente muito imitada. 
Outras obras-primas incluem A Lamentação e O Martirio de Quatro Santos, atualmente em Parma. Trabalhou também em suas obras sobre mitologia, melhor descritas a seguir.
Em 15 de março de 1534, morre em sua cidade natal e foi sepultado na igreja de São Francisco. Vasari conta que o pintor foi acometido de uma forte febre quando retornava a Parma para receber o dinheiro de uma encomenda.
Para situar Correggio em sua época, Alexandre VI, nascido na Espanha com o nome de Rodrigo Bórgia, era o papa, e sua filha Lucrécia (1480-1519 ), era casada com Afonso I d'Este, Duque de Ferrara e Módena, embora diziam ter frequentado também a cama de Francisco Gonzaga, Duque de Mântua, casado com Isabella d'Este, irmã de Afonso e conhecida como A Primadona do Renascimento, grande incentivadora das artes. 
Allegri foi contemporâneo ainda de grandes nomes como Leonardo, Michelangelo, Rafael, Ticiano, entre tantos grandes, e quinhentos anos depois ainda se guarda sua memória e suas obras nos principais museus e no teto de tantas igrejas por todo o mundo.

## Obras baseadas na mitologia

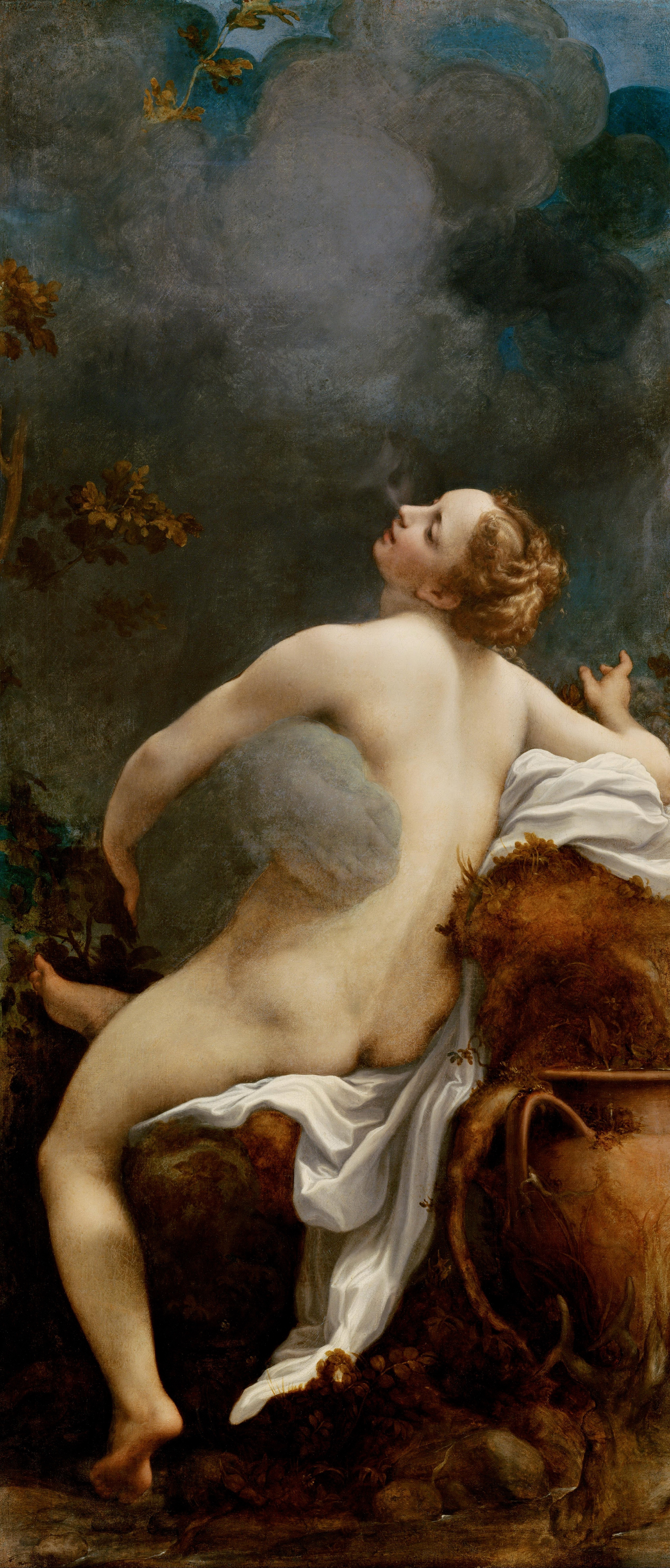
Júpiter e Io (1532-33), Correggio, Museu de História da Arte em Viena

Além de suas obras religiosas, Antônio de Correggio produziu uma série de obras baseadas na mitologia, centrada nos Amores de Jupiter, como descrito nas Metamorfoses de Ovídio. Foram encomendadas por Francisco Gonzaga de Mântua, para decorar a Sala de Ovídio no Palazzo del Te. Entretanto foram presenteadas a Carlos V , o rei da Espanha que também dominava o Sacro Império, e deixaram a Itália pela Áustria.
Leda e o Cisne, está atualmente em Berlim. Danaese encontra na Galeria Borghese em Roma. Ganimedes e sua obra parceira, Jupiter e Io, magníficas, estão em Viena.

## Personalidade
Antônio Allegri era descrito por seus contemporâneos como sombrio, melancólico e introspectivo, provavelmente por sua infância numa família pobre e numerosa. Correggio foi um artísta eclético, não sendo possível identificar uma linha única entre suas obras.
Pertencia à chamada Escola de Parma mas emergiu sem um aprendizado maior, e não teve grandes sucessores ou aprendizes destacados, apesar de ter um filho que se dedicou à pintura, Pompônio Allegri, e alguns poucos aprendizes, sem maior destaque.
Suas obras são consideradas como revolucionárias e influentes em artistas posteriores. Um século depois de sua morte, suas obras eram bem conhecidas por Vasari, o grande historiador da arte da época, que disse sentir por não ter havido exposição suficiente de sua obra em Roma. O fato de várias obras terem sido ofertadas a Carlos V, que as levou para a Áustria também o prejudicou. Nos séculos XVIII e XIX, suas obras foram frequentemente citadas nos diários de visitantes estrangeiros, o que mostra a revalorização de sua arte durante o Romantismo. O voo da Madona na cúpula da catedral de Parma inspirou varias decorações em locais leigos e religiosos.

## Obras

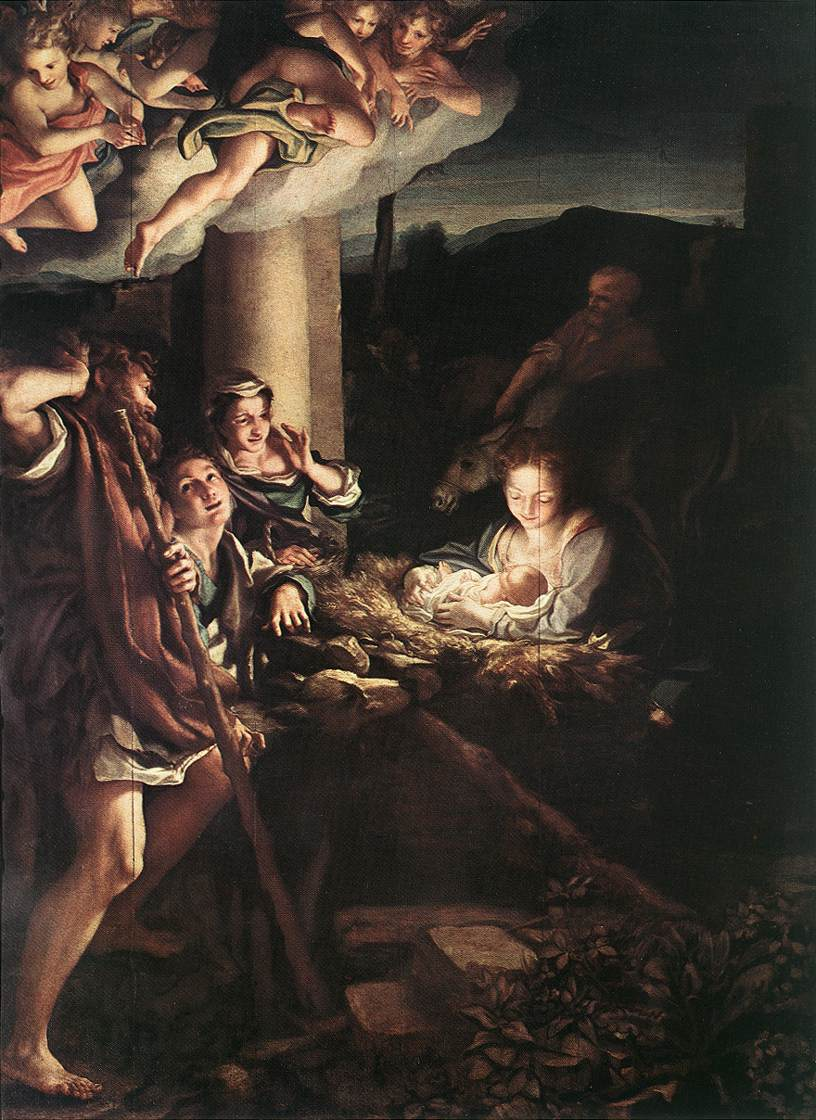
Adoração do Menino, na Pinacoteca dos Mestres Antigos
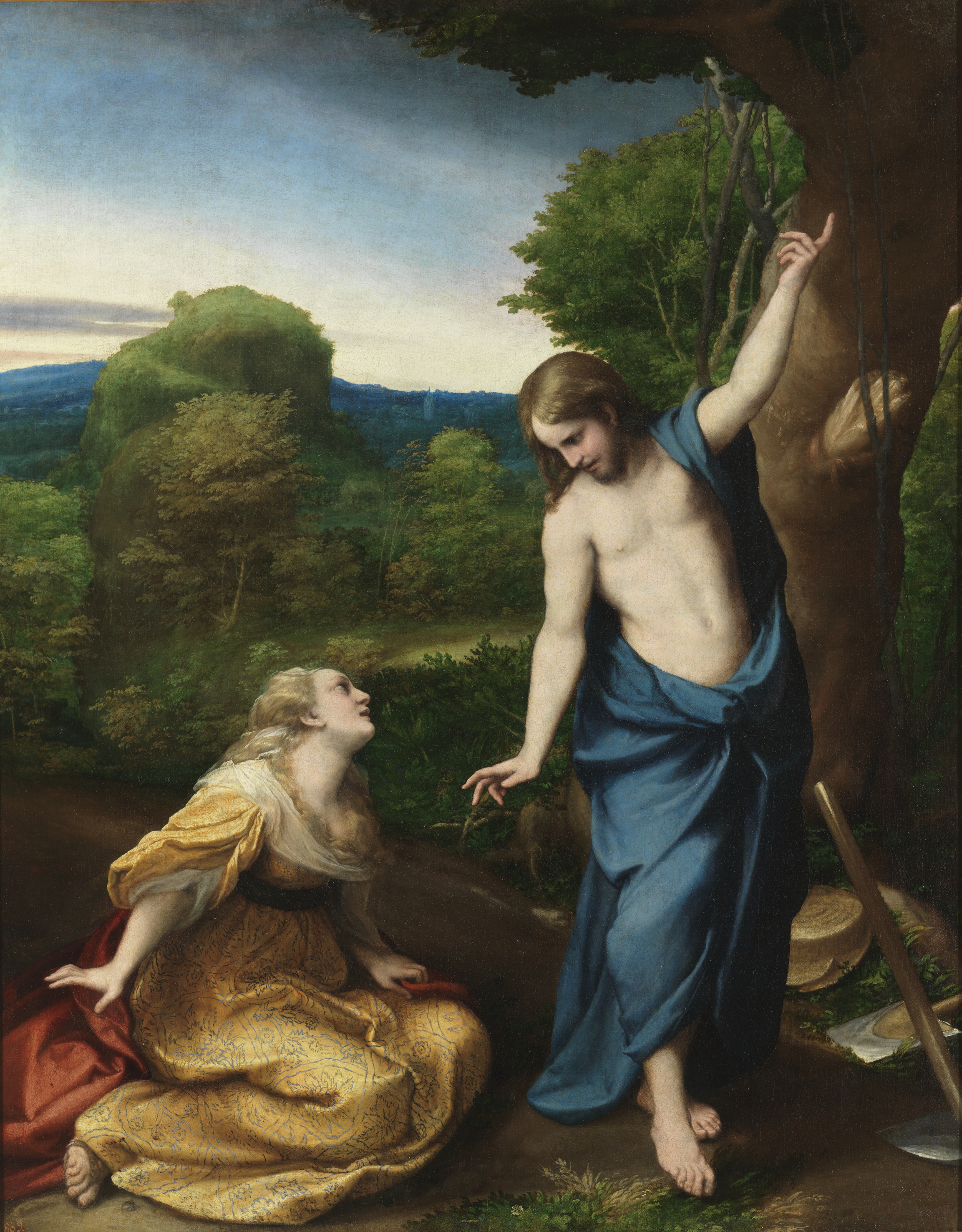
Noli Me Tangere no Museu do Prado
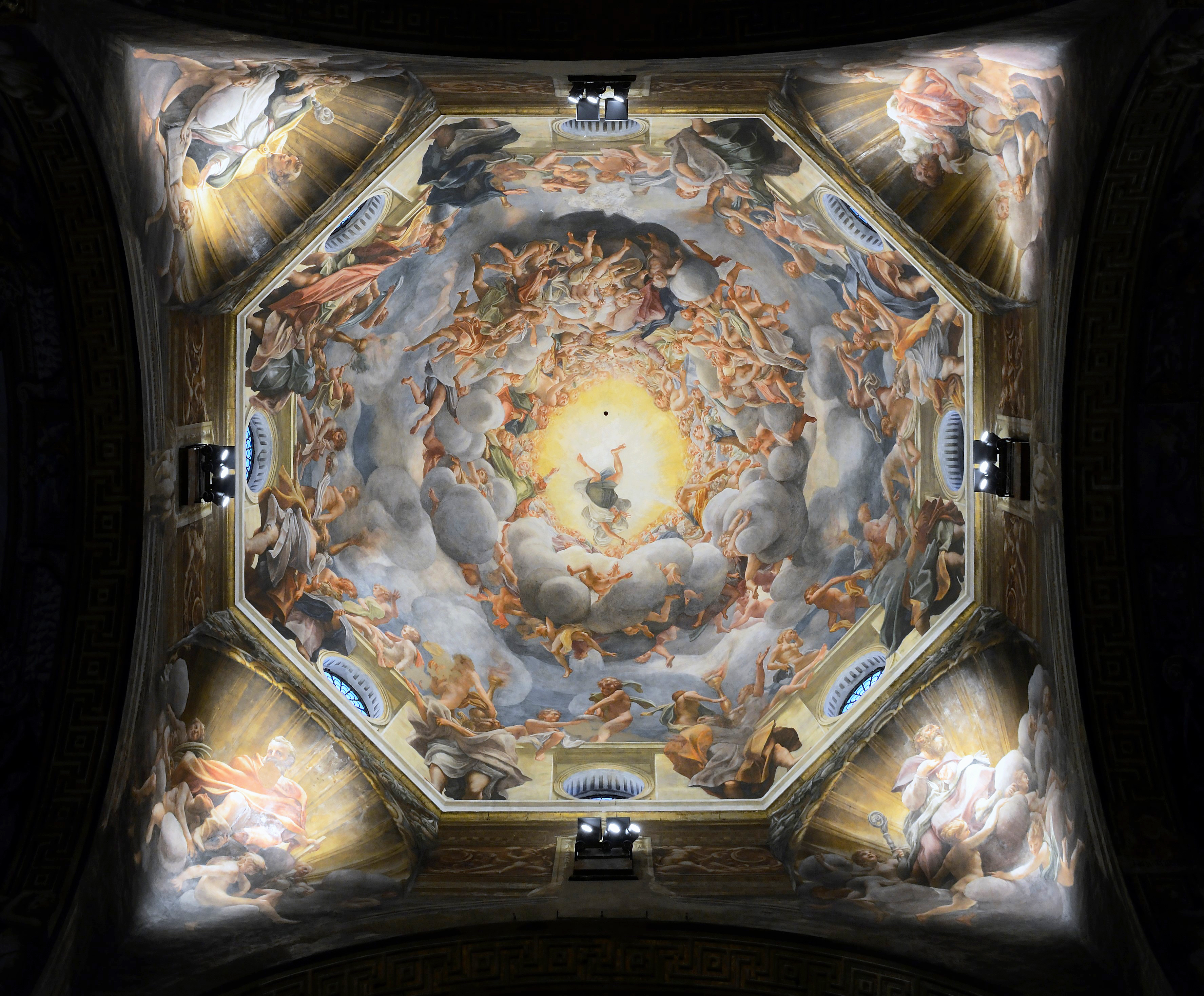
Ascensão da Virgem, na catedral de Parma
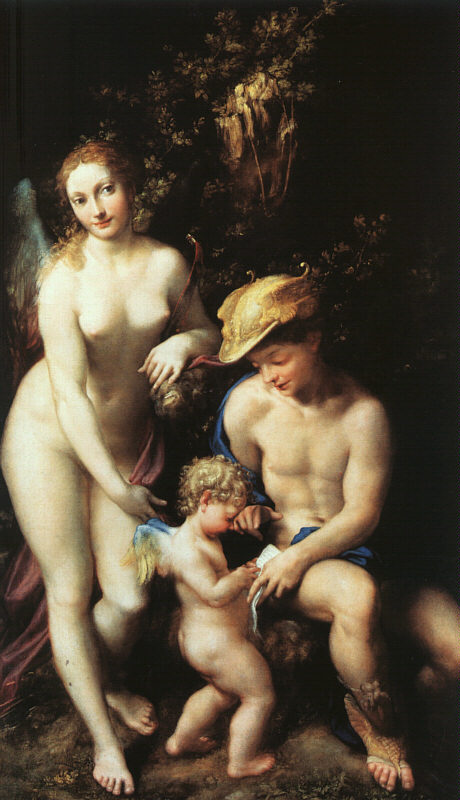
Educação de Cupido, Galeria Nacional de Londres

- Madona (1512-14) - Castelo Sforza, Milão
- Adoração dos Magos (1516-18) - Pinacoteca de Brera, Milão
- Ecce Homo - National Gallery, Londres
- O Casamento Místico de Santa Catarina (1510-15) - National Gallery of Art, Washington
- Madona com São Francisco (1514) - Gemäldegalerie, Dresden
- Madona de Albinea (1514) - perdida
- A Virgem e o Menino com um anjo(Madona do Latte) - Budapeste
- Madona e o Menino com São João criança (1516) - Museu del Prado, Madri
- O Descanso durante a fuga do Egito com São Francisco (1517) - Galleria degli Uffizi. Florença
- Retrato de um cavalheiro (1517-19) - Hermitage, são Petresburgo
- A Adoração do Menino (1518-20) - Galleria degli Uffizi. Florença
- Sala de São Paulo (1519) - Convento de São Paulo, Parma
- O Casamento miístico de Santa Catarina (c.1520) -  Louvre, Paris
- Ascensão de São João (1520-24) - Igreja de São João Evangelista, parma
- Madona com São Jerônimo (c. 1522) - Galleria Nazionale, Parma
- Madona do Scalla (c. 1523) - idem
- Deposição da cruz (1525) - idem
- Noli me tangere (c. 1525) - Museu del Prado, Madri
- Assunção da Virgem (1526-30) - Catedral de Parma
- Nascimento de Jesus|Natividade]] (1528-30) - Gemäldegalerie, Dresden
- A Educação de Cupido (c. 1528) - National Gallery, Londres
- Vênus e Cupido com um sátiro (c. 1528) - Louvre, Paris
- Madona com São Jorge (1530-32) - Gemäldegalerie, Dresden
- Ganímedes" (1531-32) - Kunsthistorisches Museum, Viena
- Júpiter e Io (1531-32) - idem
- Leda e o cisne (1531-32) - Staatliche Museen, Berlin
- Danae c. 1531) - Galleria Borghese, Roma
- Alegoria da Virtude (c. 1532-34) - Louvre, París